# Sent Feliç de Palhièira
Sent Feliç de Palhièira (en francès Saint-Félix-de-Pallières) és un municipi francès situat al departament del Gard i a la regió d'Occitània.